# Ткаченко, Александр Владиславович
Алекса́ндр Владисла́вович Ткаче́нко (укр. Олександр Владиславович Ткаченко; род. 22 января 1966, Киев, Украинская ССР, СССР) — украинский политик и медиаменеджер, продюсер, журналист, телеведущий. Министр культуры и информационной политики Украины с 4 июня 2020 по 27 июля 2023 года.
До перехода в Кабинет министров был народным депутатом Верховной рады IX созыва, главой Комитета по вопросам гуманитарной и информационной политики.
Почётный президент 1+1 медиа.

## Образование
В 1990 году окончил факультет журналистики Киевского национального университета имени Тараса Шевченко.
В 2016 году получил диплом Harvard Business School по программе «Business of Entertainment, Media, and Sports».
В 2018 году завершил обучение в INSEAD Business School в Сингапуре по программе «Value Creation for Owners and Directors».

## Управленческая деятельность в медиа
В 1993—1999 годах — президент телекомпании (продакшн-студии) «Нова мова», которая производила телепрограммы «Послесловие» и «Лица мира» для каналов «УТ-1» и «Интер».
В декабре 1996 года вместе со всей командой «Послесловия» перешёл в новую телерадиокомпанию «Студия 1+1». Созданная Ткаченко «Телевизионная служба новостей» (ТСН) вышла в эфир 1 января 1997 года с ведущей Аллой Мазур. Одновременно на «1+1» продолжало выходить и «Послесловие», а Ткаченко стал также заместителем генерального продюсера канала. В декабре 1997 года покинул «1+1».
В апреле 1999 года возглавил телеканал «Новый канал», куда пришёл по заказу тогдашнего владельца российского «Альфа-банка». Александр переформатировал и сделал конкурентоспособной программу новостей «Репортёр», пригласив в неё нескольких из команды «Послесловия»: Андрея Шевченко, Иванну Найда, Игоря Куляса. Под его руководством уже в 2000 году канал вошёл в тройку лидеров рынка.
С января 2000 по май 2001 года был советником премьер-министра Украины Виктора Ющенко (на общественных началах). В 2003 году стал неформальным руководителем так называемого «холдинга Пинчука» (телеканалы «Новый канал», «ICTV», «СТБ»). В августе 2004 года сложил полномочия руководителя холдинга, а в январе 2005 года — оставил «Новый канал».
В 2005 году — стал председателем правления и одним из акционеров ЗАО «Одесская киностудия» начал заниматься развитием сети кинотеатров и кино дистрибуцией.
С марта по май 2008 года работал в Москве заместителем генерального директора телеканала РЕН-ТВ в рамках консультационного соглашения. Занимался программированием контента и сетки вещания.
С августа 2008 по 19 августа 2019 года занимал должность генерального директора группы 1+1 медиа, в которую входят телеканалы «1+1», «2+2», «ТЕТ», «ПлюсПлюс», «Бигуди», «Униан-ТВ», «1+1 International» и Ukraine Today, сейлз-хаус Плюсы и компания по производству телеконтента 1+1 продакшн.
В апреле 2014 года на фоне аннексии Крыма Россией и вооружённого конфликта на востоке Украины призвал украинские телеканалы отказаться от трансляции российских сериалов о силовиках. В дальнейшем выступил в поддержку законопроекта о запрете российских фильмов и сериалов, пропагандировавших её вооружённые и правоохранительные силы.
1 ноября 2018 года были введены российские санкции против 322 граждан Украины, включая Александра Ткаченко.
20 августа 2019 года вышел из бизнеса и сложил полномочия руководителя холдинга «1+1».

## Продюсерская деятельность
Выступил в качестве продюсера кинофильма «Песнь песней», «Дом с башенкой», «Высоцкий. Спасибо, что живой», «У реки».
Кроме этого, был продюсером многих популярных телесериалов, среди которых «Доярка из Хацапетовки», «Завтра будет завтра», «Надежда как подтверждение жизни», «Небо в горошек» и многих других.

## Журналистская деятельность
1988—1991 — редактор и ведущий еженедельной телепрограммы "Молодёжная студия «Гарт» на украинском государственном телеканале «УТ-1».
1991—1994 — корреспондент украинского представительства британского информационного агентства Reuters в Киеве.
1994 — создал еженедельную информационно-аналитическую телепрограмму «Послесловие» и стал её ведущим.
1998—1999 на базе ТК «Нова мова» по заказу телеканала «Интер» в течение одного телесезона создавал авторскую телепрограмму в формате интервью с международными знаменитостями под названием «Лица мира». Гостями «Лиц» были Далай Лама, Пиночет, Жан Кретьен, Жак Ширак и другие.
В период президентских выборов 2004 года вёл теледебаты между Виктором Ющенко и Виктором Януковичем.
С 23 мая 2011 года несколько лет подряд вел телепередачу «Tkachenko.UA» на канале «1+1».

## Участие в реформировании медиарынка
Начиная с 2005 года вместе с экс-коллегой Андреем Шевченко стал одним из инициаторов создания в Украине Общественного телерадиовещания и одним из авторов концепции украинского Общественного телевидения (Общественного вещания).
Как один из самых влиятельных CEO украинской сферы медиа, Александр активно участвует в реформировании индустрии. Под его руководством медиахолдинг «1+1 Медиа» всегда имеет проактивную позицию относительно событий и изменений, которые касаются медиаиндустрии. Также Александр один из первых CEO в медиаиндустрии, взял фокус на деятельность группы как социально-ответственного бизнеса. В частности, в 2017 году «1+1 Медиа» представила первый отчет по корпоративной социальной ответственности среди медиакомпаний.
В ноябре 2018 года «1+1 Медиа» вместе с американо-норвежской командой сняла пилот первого международного сериала «Jonathan Fort». Съемками занималась норвежская компания Evil Doghouse Production вместе с украинским «1+1 Продакшн».

## Политическая карьера
На досрочных парламентских выборах 2019 года занял 9-е место в предварительном списке партии «Слуга народа». Курировал предвыборную кампанию 13 киевских мажоритарщиков от «Слуги народа», которые одержали победу на всех киевских округах. Возглавил Комитет по вопросам гуманитарной и информационной политики.
4 июня 2020 года Ткаченко был назначен на должность министра культуры и информационной политики Украины. 11 ноября 2021 года объявил о своей отставке, объяснив это несогласием с решением Кабмина отделить Госкино от министерства и переподчинить его напрямую правительству, однако 29 ноября глава парламентской фракции «Слуга народа» Давид Арахамия сообщил, что Ткаченко передумал покидать свой пост после разговора с премьером Денисом Шмыгалем (ранее Арахамия также заявлял об отказе своей фракции поддерживать отставку Ткаченко, поскольку тот не согласовал своё решение с народными депутатами от правящей партии). 20 июля 2023 года вновь подал в отставку. 27 июля 2023 года на пленарном заседании Верховной Рады поддержали отставку Ткаченко, проголосовали «За» — 321 народный депутат.

## Личная жизнь
Первая жена (с 1987 по 2009 год) — Татьяна Гнедаш, продюсер и сценарист, с 2018 года являлась продюсером Art Forms Production.
- Дочь — Александра Александровна Ткаченко (род. 1989), работает на телевидении[36], является исполнительным продюсером продакшн компании «Front Cinema[37]» (входящей в медиахолдинг «Медиа Группа «Украина»»[38]), с осени 2018 года — креативный продюсер Нового канала[35]. 20 августа 2015 года Александра Ткаченко вышла замуж за коллегу по продакшену Front Cinema Сергея Ухина[39].

Вторая жена — Анна Ткаченко (Баранник), HR-директор «1+1». В январе 2015 года обвенчались. Церемония прошла в Иерусалиме, в присутствии близких родственников и друзей.
- Сын — Данила Александрович Ткаченко (род. 20 октября 2015)[41].

## Награды и достижения
В 2010, 2011, 2012 годах Александр вошел в ТОП-200 самых влиятельных украинцев согласно рейтингу журнала «Фокус».
В 2015, 2016, 2017, 2018 годах Александр вошел в ТОП-100 самых влиятельных украинцев согласно рейтингу журнала «Фокус».
Согласно рейтингу лучших ТОП-менеджеров Украины «ТОП-100» delo.ua, постоянно входит в тройку лучших CEO медиаиндустрии.
По версии премии «X-Ray Marketing Award», в 2017 году вошел в ТОП-3 генеральных директоров, ориентированных на маркетинг.
Также в 2018 году команда управленцев 1+1 Медиа стала одним из лидеров рейтинга «Business HReformation 2018. Лучшие работодатели Украины», который был сформирован журналом «Бизнес», где заняла 2 место в номинации «Сильный топ-менеджмент — Dream Team».
Поскольку генеральный директор 1 + 1 медиа Александр Ткаченко избран народным депутатом ВРУ и не может совмещать эту деятельность с работой в исполнительном органе, 16-го августа Наблюдательным советом были рассмотрены его заявление и принято решение об освобождении от должности. Решением Наблюдательного совета с 17 августа Александру Ткаченко за большой вклад и 11-летнюю неизменную работу в компании присвоено звание Почетного президента группы. Новым генеральным директором ООО ТРК «Студия 1 + 1» с 19 августа назначен Вячеслав Миенко.